# Coppa Intercontinentale FIFA 2024
La Coppa Intercontinentale FIFA 2024 (ufficialmente FIFA Intercontinental Cup Qatar 2024 presented by Aramco per ragioni di sponsorizzazione) è stata la 1ª edizione di questo torneo di calcio per squadre maschili di club organizzato dalla FIFA e si è disputata dal 22 settembre al 18 dicembre 2024.
Il torneo ha visto la partecipazione delle sei squadre campioni in carica delle principali competizioni confederali, che si sono affrontate in turni ad eliminazione diretta in gara secca. Le prime due partite sono state disputate nello stadio di una delle due squadre sfidanti, mentre le ultime tre (inclusa la finale) si sono giocate in Qatar come sede neutra. 
La competizione è stata vinta dagli spagnoli del Real Madrid, detentori della UEFA Champions League 2023-2024, che nella finale hanno battuto i messicani del Pachuca, detentori della CONCACAF Champions Cup 2024, con il risultato di 3-0. Per il Real Madrid è il primo titolo nella manifestazione, il sesto quale campione del mondo FIFA dopo i cinque successi nella Coppa del mondo per club, e il nono titolo complessivo quale campione del mondo annuale contando anche i tre successi nella Coppa Intercontinentale.
Il torneo mantiene in larga parte il precedente formato della Coppa del mondo per club FIFA, che è stata allargata a 32 partecipanti e riorganizzata come torneo a cadenza quadriennale, ad eccezione dell'utilizzo di stadi diversi per i turni iniziali.

## Formato
I dettagli della competizione sono stati approvati dal Consiglio della FIFA il 17 dicembre 2023, con il formato completo che è stato approvato il 20 settembre 2024.
- Primo turno: i vincitori della OFC Champions League 2024 affrontano i vincitori della AFC Champions League 2023-2024 nello "Spareggio Coppa Africa-Asia-Pacifico FIFA", in casa del club con il migliore ranking FIFA.
- Secondo turno: la squadra vincitrice dello "Spareggio Coppa Africa-Asia-Pacifico FIFA" affronta i vincitori della CAF Champions League 2023-2024, nella "Coppa Africa-Asia-Pacifico FIFA", in casa del club con il migliore ranking FIFA. Nello stesso turno i vincitori della CONMEBOL Coppa Libertadores 2024 sfidano quelli della CONCACAF Champions Cup 2024 nel "Derby delle Americhe FIFA", in una sede neutra (Doha).
- Spareggio: i vincitori della "Coppa Africa-Asia-Pacifico FIFA" e del "Derby delle Americhe FIFA" si affrontano tra di loro nella "Challenger Cup FIFA", in una sede neutra (Doha).
- Finale: i vincitori della "Challenger Cup FIFA" affrontano i vincitori della UEFA Champions League 2023-2024 nella "Coppa Intercontinentale FIFA", in una sede neutra (Lusail).

Se una partita termina in pareggio, è prevista la disputa dei tempi supplementari. In caso di ulteriore parità sono previsti i tiri di rigore per determinare la squadra vincitrice.

## Stadi
| Emirati Arabi Uniti    | Egitto                          | Qatar            | Qatar                    |
| al-'Ayn                | Il Cairo                        | Doha             | Lusail                   |
| ---------------------- | ------------------------------- | ---------------- | ------------------------ |
| Stadio Hazza bin Zayed | Stadio Internazionale del Cairo | Stadio 974       | Stadio Iconico di Lusail |
| Capienza: 25 053       | Capienza: 75 000                | Capienza: 44 089 | Capienza: 88 966         |
|                        |                                 |                  |                          |
| al-'Ayn                | Il Cairo                        | Lusail Doha      | Lusail Doha              |

## Squadre partecipanti
| Squadra                       | Confederazione         | Qualificazione                           | Data qualificazione    |                        |
| Club entrato in finale        | Club entrato in finale | Club entrato in finale                   | Club entrato in finale | Club entrato in finale |
| ----------------------------- | ---------------------- | ---------------------------------------- | ---------------------- | ---------------------- |
| Real Madrid                   | UEFA                   | Campione UEFA Champions League 2023-2024 | 1º giugno 2024         |                        |
| Club entrati al secondo turno |                        |                                          |                        |                        |
| Al-Ahly                       | CAF                    | Campione CAF Champions League 2023-2024  | 25 maggio 2024         |                        |
| Pachuca                       | CONCACAF               | Campione CONCACAF Champions Cup 2024     | 1º giugno 2024         |                        |
| Botafogo                      | CONMEBOL               | Campione Coppa Libertadores 2024         | 30 novembre 2024       |                        |
| Club entrati al primo turno   |                        |                                          |                        |                        |
| Al-Ain                        | AFC                    | Campione AFC Champions League 2023-2024  | 25 maggio 2024         |                        |
| Auckland City                 | OFC                    | Campione OFC Champions League 2024       | 24 maggio 2024         |                        |

## Partite

### Tabellone
Il tabellone è stato sorteggiato il 26 agosto 2024.
|  | Spareggio Coppa Africa-Asia-Pacifico | Spareggio Coppa Africa-Asia-Pacifico |         |   | Derby delle Americhe Coppa Africa-Asia-Pacifico | Derby delle Americhe Coppa Africa-Asia-Pacifico |  |  | Challenger Cup | Challenger Cup |  |  | Coppa Intercontinentale | Coppa Intercontinentale |
|  |                                      |                                      |         |   |                                                 |                                                 |  |  |                |                |  |  |                         |                         |
|  |                                      |                                      |         |   |                                                 |                                                 |  |  |                |                |  |  |                         |                         |
|  |                                      |                                      |         |   |                                                 |                                                 |  |  |                |                |  |  |                         |                         |
|  |                                      |                                      |         |   |                                                 |                                                 |  |  |                |                |  |  |                         |                         |
|  |                                      |                                      |         |   |                                                 |                                                 |  |  |                |                |  |  |                         |                         |
|  |                                      |                                      |         |   |                                                 |                                                 |  |  |                |                |  |  |                         |                         |
|  |                                      |                                      |         |   |                                                 |                                                 |  |  |                |                |  |  |                         |                         |
|  |                                      |                                      |         |   |                                                 |                                                 |  |  |                |                |  |  |                         |                         |
|  |                                      |                                      |         |   |                                                 |                                                 |  |  |                |                |  |  |                         |                         |
|  |                                      |                                      |         |   |                                                 |                                                 |  |  |                |                |  |  |                         |                         |
|  |                                      |                                      |         |   |                                                 |                                                 |  |  |                |                |  |  |                         |                         |
|  |                                      |                                      |         |   |                                                 |                                                 |  |  |                |                |  |  |                         |                         |
|  |                                      |                                      |         |   |                                                 |                                                 |  |  |                |                |  |  |                         |                         |
|  |                                      |                                      |         |   |                                                 |                                                 |  |  |                |                |  |  |                         |                         |
|  |                                      |                                      |         |   |                                                 |                                                 |  |  |                |                |  |  |                         |                         |
|  |                                      |                                      |         |   |                                                 |                                                 |  |  |                |                |  |  |                         |                         |
|  |                                      |                                      |         |   |                                                 |                                                 |  |  |                |                |  |  |                         |                         |
|  |                                      |                                      |         |   |                                                 |                                                 |  |  |                |                |  |  |                         |                         |
|  |                                      |                                      |         |   |                                                 |                                                 |  |  |                |                |  |  |                         |                         |
|  |                                      |                                      |         |   |                                                 |                                                 |  |  |                |                |  |  |                         |                         |
|  |                                      |                                      |         |   |                                                 |                                                 |  |  |                |                |  |  |                         |                         |
|  |                                      |                                      |         |   |                                                 |                                                 |  |  |                |                |  |  |                         |                         |
|  |                                      |                                      |         |   |                                                 |                                                 |  |  |                |                |  |  |                         |                         |
|  |                                      |                                      |         |   |                                                 |                                                 |  |  |                |                |  |  |                         |                         |
|  | Real Madrid                          | 3                                    |         |   |                                                 |                                                 |  |  |                |                |  |  |                         |                         |
|  | Real Madrid                          | 3                                    |         |   |                                                 |                                                 |  |  |                |                |  |  |                         |                         |
|  |                                      |                                      | Pachuca | 0 |                                                 |                                                 |  |  |                |                |  |  |                         |                         |
|  |                                      |                                      | Pachuca | 0 |                                                 |                                                 |  |  |                |                |  |  |                         |                         |
|  |                                      |                                      |         |   |                                                 |                                                 |  |  |                |                |  |  |                         |                         |
|  |                                      |                                      |         |   |                                                 |                                                 |  |  |                |                |  |  |                         |                         |
|  | Botafogo                             | 0                                    |         |   |                                                 |                                                 |  |  |                |                |  |  |                         |                         |
|  | Botafogo                             | 0                                    |         |   |                                                 |                                                 |  |  |                |                |  |  |                         |                         |
|  |                                      |                                      | Pachuca | 3 |                                                 |                                                 |  |  |                |                |  |  |                         |                         |
|  |                                      |                                      | Pachuca | 3 |                                                 |                                                 |  |  |                |                |  |  |                         |                         |
|  |                                      |                                      |         |   |                                                 |                                                 |  |  |                |                |  |  |                         |                         |
|  |                                      |                                      |         |   |                                                 |                                                 |  |  |                |                |  |  |                         |                         |
|  | Pachuca (dtr)                        | 0 (6)                                |         |   |                                                 |                                                 |  |  |                |                |  |  |                         |                         |
|  | Pachuca (dtr)                        | 0 (6)                                |         |   |                                                 |                                                 |  |  |                |                |  |  |                         |                         |
|  |                                      | Al-Ahly                              | 0 (5)   |   |                                                 |                                                 |  |  |                |                |  |  |                         |                         |
|  |                                      | Al-Ahly                              | 0 (5)   |   |                                                 |                                                 |  |  |                |                |  |  |                         |                         |
|  |                                      |                                      |         |   |                                                 |                                                 |  |  |                |                |  |  |                         |                         |
|  |                                      |                                      |         |   |                                                 |                                                 |  |  |                |                |  |  |                         |                         |
|  | Al-Ahly                              | 3                                    |         |   |                                                 |                                                 |  |  |                |                |  |  |                         |                         |
|  | Al-Ahly                              | 3                                    |         |   |                                                 |                                                 |  |  |                |                |  |  |                         |                         |
|  |                                      |                                      | Al-Ain  | 0 |                                                 |                                                 |  |  |                |                |  |  |                         |                         |
|  | Al-Ain                               | 6                                    | Al-Ain  | 0 |                                                 |                                                 |  |  |                |                |  |  |                         |                         |
|  | Al-Ain                               | 6                                    |         |   |                                                 |                                                 |  |  |                |                |  |  |                         |                         |
|  | Auckland City                        | 2                                    |         |   |                                                 |                                                 |  |  |                |                |  |  |                         |                         |
|  | Auckland City                        | 2                                    |         |   |                                                 |                                                 |  |  |                |                |  |  |                         |                         |

### Spareggio Coppa Africa-Asia-Pacifico
| Arbitro: | Mustapha Ghorbal |

|                                                                    |           |                     |
| Cardoso 6’ Gassama 11’ Palacios 45+1’ Rahimi 78’, 90+4’ Kaku 90+2’ | Marcatori | 43’ Lagos 54’ Bevan |

### Coppa Africa-Asia-Pacifico
| Arbitro: | Halil Umut Meler |

|                                            |           |  |
| Abou Ali 32’ Ashour 55’ Magdy 90+2’ (rig.) | Marcatori |  |

### Derby delle Americhe
| Arbitro: | Danny Makkelie |

|  |           |                                   |
|  | Marcatori | 50’ Idrissi 66’ Deossa 80’ Rondón |

### Challenger Cup
| Arbitro: | Alireza Faghani |

|                                                                |                      |                                                           |
| Rondón Bastón Cabral Idrissi Deossa Montiel Rodríguez Mosquera | Tiri di rigore 6 – 5 | Magdy Rabia Ateya Kahraba Kamal El-Soleya Tau Abdelfattah |

### Coppa Intercontinentale
| Arbitro: | Jesús Valenzuela |

|                                            |           |  |
| Mbappé 37’ Rodrygo 53’ Vinícius 84’ (rig.) | Marcatori |  |

## Classifica marcatori
| Gol |  |  | Giocatore       | Squadra       |
| --- |  |  | --------------- | ------------- |
| 2   |  |  | Soufiane Rahimi | Al-Ain        |
| 1   |  |  | Wessam Abou Ali | Al Ahly       |
| 1   |  |  | Emam Ashour     | Al Ahly       |
| 1   |  |  | Myer Bevan      | Auckland City |
| 1   |  |  | Fábio Cardoso   | Al-Ain        |
| 1   |  |  | Nelson Deossa   | Pachuca       |
| 1   |  |  | Sékou Gassama   | Al-Ain        |
| 1   |  |  | Oussama Idrissi | Pachuca       |
| 1   |  |  | Kaku            | Al-Ain        |
| 1   |  |  | Jerson Lagos    | Auckland City |
| 1   |  |  | Mohamed Magdy   | Al Ahly       |
| 1   |  |  | Kylian Mbappé   | Real Madrid   |
| 1   |  |  | Matías Palacios | Al-Ain        |
| 1   |  |  | Rodrygo         | Real Madrid   |
| 1   |  |  | Salomón Rondón  | Pachuca       |
| 1   |  |  | Vinícius Júnior | Real Madrid   |